# Mudaria cornifrons
Mudaria cornifrons là một loài bướm đêm trong họ Noctuidae.